# Llop I Donat de Bigorra
Llop I Donat (spagnolo Lope Donato, francese Loup Donat, catalano Lop Donat, e occitano Lop Donat; verso la metà del secolo IX – 910 circa) fu Conte di Bigorre dall'870 alla sua morte.

## Origine
Llop I Donat, secondo la Histoire de la Gascogne depuis les temps les plus reculés jusqu'à nos jours. Tome 1, era figlio del Conte di Bigorre, Donat Loup e della moglie, Faquilo, che ancora secondo la Histoire de la Gascogne depuis les temps les plus reculés jusqu'à nos jours. Tome 1, e anche secondo LA VASCONIE. PREMIERE PARTIEera figlia di Mancione o Mansione di una casata originaria del Lavedan.

Donat Loup de Bigorre, secondo il documento n° XLIX del Recueil des historiens des Gaules et de la France. Tome 8 era figlio del duca di Guascogna, Lupo III e secondo LA VASCONIE. PREMIERE PARTIE da una amante (o moglie), di cui non si conoscono né il nome né gli ascendenti.

## Biografia
Suo padre, Donat Loup, morì verso l'865; ancora LA VASCONIE. PREMIERE PARTIE ci conferma che in quella data sua madre, Faquilo fece una donazione anche in suffragio dell'anima del marito.

A Donat Loup succedette il figlio primogenito, suo fratello, Dat Donat.
Sempre la Histoire de la Gascogne depuis les temps les plus reculés jusqu'à nos jours. Tome 1, ci informa che Dat Donat ratificò alcune donazioni fatte da sua madre, Faquilo, ma morì poco dopo, senza lasciare alcuna discendenza.

Loup Donat succedette al fratello Dat Donat.
Llop I Donat morì verso il 910 e gli succedette il figlio, Donat III Llop.

## Matrimonio e discendenza
Di Llop I Donat non si conosce il nome della moglie, dalla quale ebbe due figli:
- Donat III Llop, Conte di Bigorre[1][6]
- Mansione, citato nel LA VASCONIE. PREMIERE PARTIE.

Secondo altre fonti la moglie di Llop I Donat era una donna della casa comitale di Tolosa, Franquilena di Tolosa, figlia del conte Raimondo I di Tolosa, che gli diede un terzo figlio
- Raimondo († 920 circa), Conte di Ribagorza e di Pallars[12].

### Fonti primarie
- (LA)  Recueil des historiens des Gaules et de la France. Tome 8.

### Letteratura storiografica
- René Poupardin, "Ludovico il Pio", cap. XVIII, vol. II (L'espansione islamica e la nascita dell'Europa feudale) della Storia del Mondo Medievale, pp. 558–582.
- (FR)  LA VASCONIE. PREMIERE PARTIE.
- (FR)  Histoire de la Gascogne depuis les temps les plus reculés jusqu'à nos jours. Tome 1.